# 滨海阿热莱斯
滨海阿热莱斯（法語：Argelès-sur-Mer，法語發音：[aʁʒəlɛs syʁ mɛʁ] ⓘ），法国南部城市，奥克西塔尼大区东比利牛斯省的一个市镇，隶属于塞雷区，其市镇面积为58.67平方公里，2022年1月1日时人口数量为10,779人，在法国城市中排名第946位。
滨海阿热莱斯位于东比利牛斯省东南部，地中海沿岸，是一个区域性的中心城市，自20世纪中期以来因旅游业而兴盛。

## 地名来源
根据当地官方网站的论述，滨海阿热莱斯最初于公元879年以“Villa de Argilariis”的形式被记载，该名称尚存在争议，可能出自拉丁语单词Argila，意为粘土；亦可能与加泰罗尼亚语单词“Argelac”或“Argelaga”有关。“-sur-Mer”这一后缀自1840年起成为当地官方名称的一部分。
滨海阿热莱斯所在区域历史上曾通行加泰罗尼亚语，“Argelès-sur-Mer”在加泰罗尼亚语维基百科中被标记为“Argelers”。

## 历史

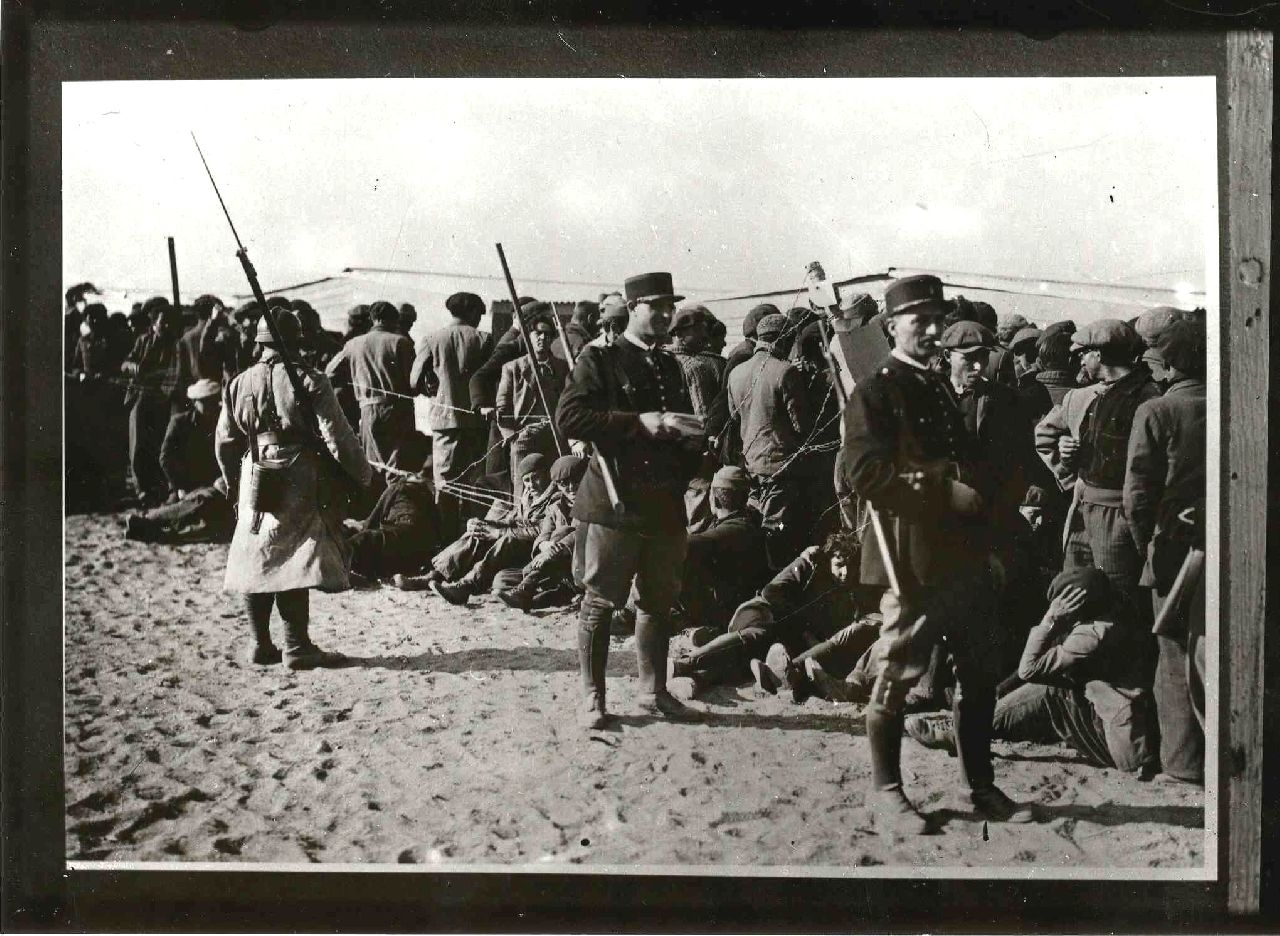
1939年逃至滨海阿热莱斯的西班牙内战难民

滨海阿热莱斯的早期历史尚不清楚。根据当地官方网站的论述，滨海阿热莱斯境内发现两处距今约四千年的巨石阵。中世纪时，阿热莱斯长期为鲁西永的一部分，并在12至14世纪间归属于马略卡王国。阿热莱斯所在区域曾屡次遭遇阿拉贡军队的入侵。在1344年的一场围城战中，阿热莱斯城墙遭到破坏。1659年《比利牛斯条约》签订后，阿热莱斯正式成为法兰西王国的领土。法国大革命后，阿热莱斯成为东比利牛斯省的一个市镇。1790至1794年间，Taxo d'Avall和La Pave两个市镇整体并入阿热莱斯。西班牙内战期间，滨海阿热莱斯曾接纳了约16万西班牙男性难民，战后一些难民选择继续在此生活。自20世纪中期以来，得益于旅游业的发展，滨海阿热莱斯境内出现了大批游客接待设施，当地居民数量逐年增加。2014年，滨海阿热莱斯内战难民纪念馆正式开业。

## 地理

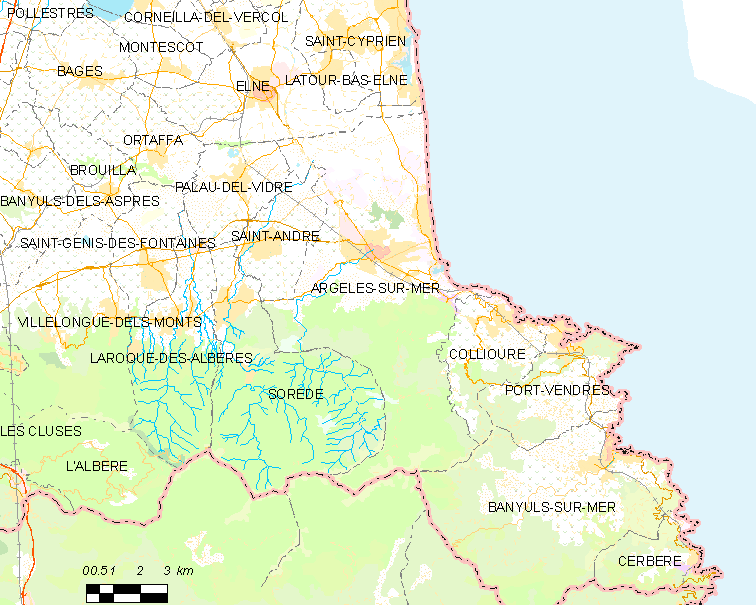
滨海阿热莱斯市镇范围地图

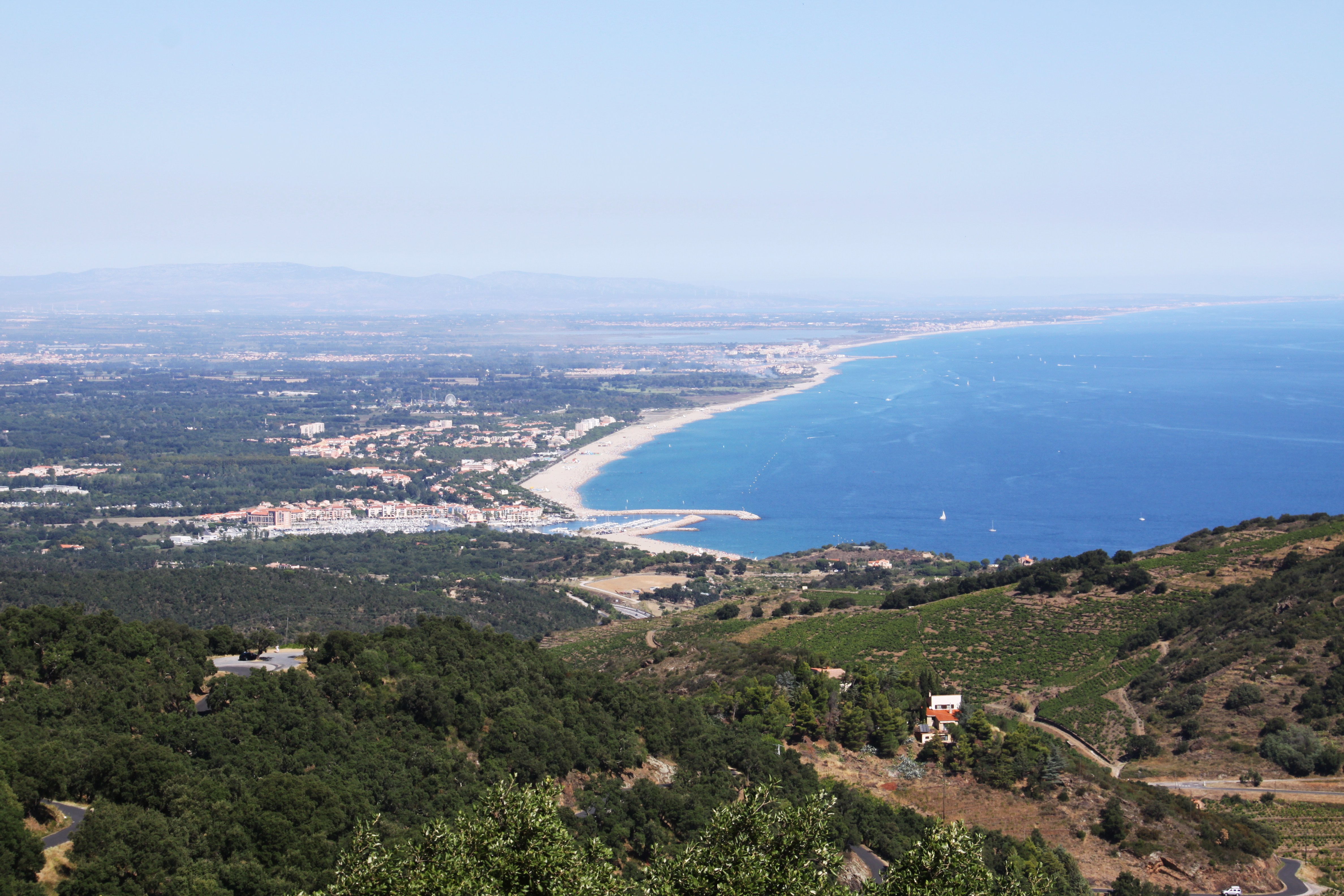
远眺滨海阿热莱斯的港口及松林海滩

滨海阿热莱斯位于法国南部，奥克西塔尼大区南部和东比利牛斯省东南部，距离省会佩皮尼昂大约22公里。与滨海阿热莱斯接壤的市镇包括：滨海巴纽尔斯、科利尤尔、埃尔讷、帕洛代勒维德尔、圣安德烈和索雷德。

### 地形
按照地形，滨海阿热莱斯大致可以分为两部分：其市区以北及沿海地区位于鲁西永平原上，地势整体平坦；市区南部位于比利牛斯山东段，多山地；全境海拔在0到1,156米之间。

### 水文
马萨讷河发源于滨海阿热莱斯南部的山地地带，自西南向东北流经镇中心，在市区东南部独立注入地中海，其入海口南侧为滨海阿热莱斯港，北侧则为松林海滩（Plage des Pins）。

### 植被
滨海阿热莱斯属于亚热带硬叶林区，林地散落分布于市镇范围内的多个街区。
在鲜花城市的评比中，滨海阿热莱斯被评为3星级鲜花城市。

### 气候
滨海阿热莱斯在柯本气候分类法中属于地中海气候（Csb）。
距离滨海阿热莱斯最近的常年气象站位于阿莱尼亚境内，以下为该气象站的数据（其中日照数据取自佩皮尼昂气象站）：
| 阿莱尼亚 1981年－2019年 | 阿莱尼亚 1981年－2019年 | 阿莱尼亚 1981年－2019年 | 阿莱尼亚 1981年－2019年 | 阿莱尼亚 1981年－2019年 | 阿莱尼亚 1981年－2019年 | 阿莱尼亚 1981年－2019年 | 阿莱尼亚 1981年－2019年 | 阿莱尼亚 1981年－2019年 | 阿莱尼亚 1981年－2019年 | 阿莱尼亚 1981年－2019年 | 阿莱尼亚 1981年－2019年 | 阿莱尼亚 1981年－2019年 | 阿莱尼亚 1981年－2019年 |
| 月份                    | 1月                     | 2月                     | 3月                     | 4月                     | 5月                     | 6月                     | 7月                     | 8月                     | 9月                     | 10月                    | 11月                    | 12月                    | 全年                    |
| ----------------------- | ----------------------- | ----------------------- | ----------------------- | ----------------------- | ----------------------- | ----------------------- | ----------------------- | ----------------------- | ----------------------- | ----------------------- | ----------------------- | ----------------------- | ----------------------- |
| 历史最高温 °C（°F）     | 22.9 (73.2)             | 26.7 (80.1)             | 27.8 (82.0)             | 29.3 (84.7)             | 34.5 (94.1)             | 36 (97)                 | 40.5 (104.9)            | 38.1 (100.6)            | 36 (97)                 | 33 (91)                 | 27 (81)                 | 24.5 (76.1)             | 40.5 (104.9)            |
| 平均高温 °C（°F）       | 12.6 (54.7)             | 13.3 (55.9)             | 15.9 (60.6)             | 18 (64)                 | 21.6 (70.9)             | 25.8 (78.4)             | 28.7 (83.7)             | 28.3 (82.9)             | 25 (77)                 | 21 (70)                 | 16.2 (61.2)             | 13.3 (55.9)             | 20 (68)                 |
| 日均气温 °C（°F）       | 8.3 (46.9)              | 8.8 (47.8)              | 11.3 (52.3)             | 13.4 (56.1)             | 16.8 (62.2)             | 20.9 (69.6)             | 23.5 (74.3)             | 23.3 (73.9)             | 20.1 (68.2)             | 16.4 (61.5)             | 11.9 (53.4)             | 9 (48)                  | 15.3 (59.5)             |
| 平均低温 °C（°F）       | 4 (39)                  | 4.4 (39.9)              | 6.7 (44.1)              | 8.8 (47.8)              | 12 (54)                 | 15.9 (60.6)             | 18.4 (65.1)             | 18.3 (64.9)             | 15.1 (59.2)             | 11.9 (53.4)             | 7.6 (45.7)              | 4.7 (40.5)              | 10.7 (51.3)             |
| 历史最低温 °C（°F）     | −9.7 (14.5)             | −5.5 (22.1)             | −6.2 (20.8)             | −0.1 (31.8)             | 1.4 (34.5)              | 7.2 (45.0)              | 11 (52)                 | 9.5 (49.1)              | 5 (41)                  | 0.5 (32.9)              | −5.4 (22.3)             | −5.6 (21.9)             | −9.7 (14.5)             |
| 平均降水量 mm（）       | 69.5 (2.74)             | 59.2 (2.33)             | 44.8 (1.76)             | 58.2 (2.29)             | 52.5 (2.07)             | 30.3 (1.19)             | 16 (0.6)                | 32.5 (1.28)             | 49.8 (1.96)             | 102 (4.0)               | 66.5 (2.62)             | 72.4 (2.85)             | 653.7 (25.74)           |
| 月均日照時數            | 141.2                   | 160.8                   | 209.6                   | 218                     | 235.8                   | 268.9                   | 298.2                   | 267.4                   | 222.2                   | 167.6                   | 149.2                   | 126.1                   | 2,465                   |
| 来源：infoclimat.fr     |                         |                         |                         |                         |                         |                         |                         |                         |                         |                         |                         |                         |                         |

## 行政区划
滨海阿热莱斯的市镇编号为66008，邮政编号为66700。
在行政管理方面，滨海阿热莱斯隶属于法国奥克西塔尼大区东比利牛斯省塞雷区；在地方选举方面，滨海阿热莱斯是朱红海岸县的中央投票站所在地，其市镇范围全境被划入东比利牛斯省第四选区；在社会管理方面，滨海阿热莱斯是阿尔贝尔-朱红海岸-伊利贝里斯市镇公共社区的办公驻地。
截至2024年1月，滨海阿热莱斯市镇范围内暂无任何城市敏感街区及城市政策优先街区。
法国国家统计与经济研究所（简称）在进行数据统计时，将滨海阿热莱斯及相邻的另外13个市镇设为圣西普里安城市核心区，并将包括滨海阿热莱斯在内的周边共11个市镇划为圣西普里安城市区。自2020年起，圣西普里安城市区被撤销，滨海阿热莱斯被划入包含118个市镇的佩皮尼昂城市辐射区。此外，还将滨海阿热莱斯市镇分为了4个“块区”（IRIS），以便于统计人口分布情况。

## 交通

### 公路
东比利牛斯省省道D2线、D2E线、D11线、D81线、D618和D914线在滨海阿热莱斯境内交汇。奥克西塔尼大区公共交通（商业名称为“Lio”）下属的540线、541线、543线（仅夏季开行）、550线和555线经过滨海阿热莱斯，可前往佩皮尼昂、滨海巴纽尔斯、塞雷、勒布卢等地。
2020年，30.2%的滨海阿热莱斯家庭拥有至少一辆私人汽车。2021年，滨海阿热莱斯境内共发生各类交通事故9起，造成1人遇难，10人受伤，其中8人重伤。
| 43 | 19 |

| 佩皮尼昂 | 24 |

| 鲁西永地区卡内 | 20 |

| 埃尔讷 | 8 |

### 铁路

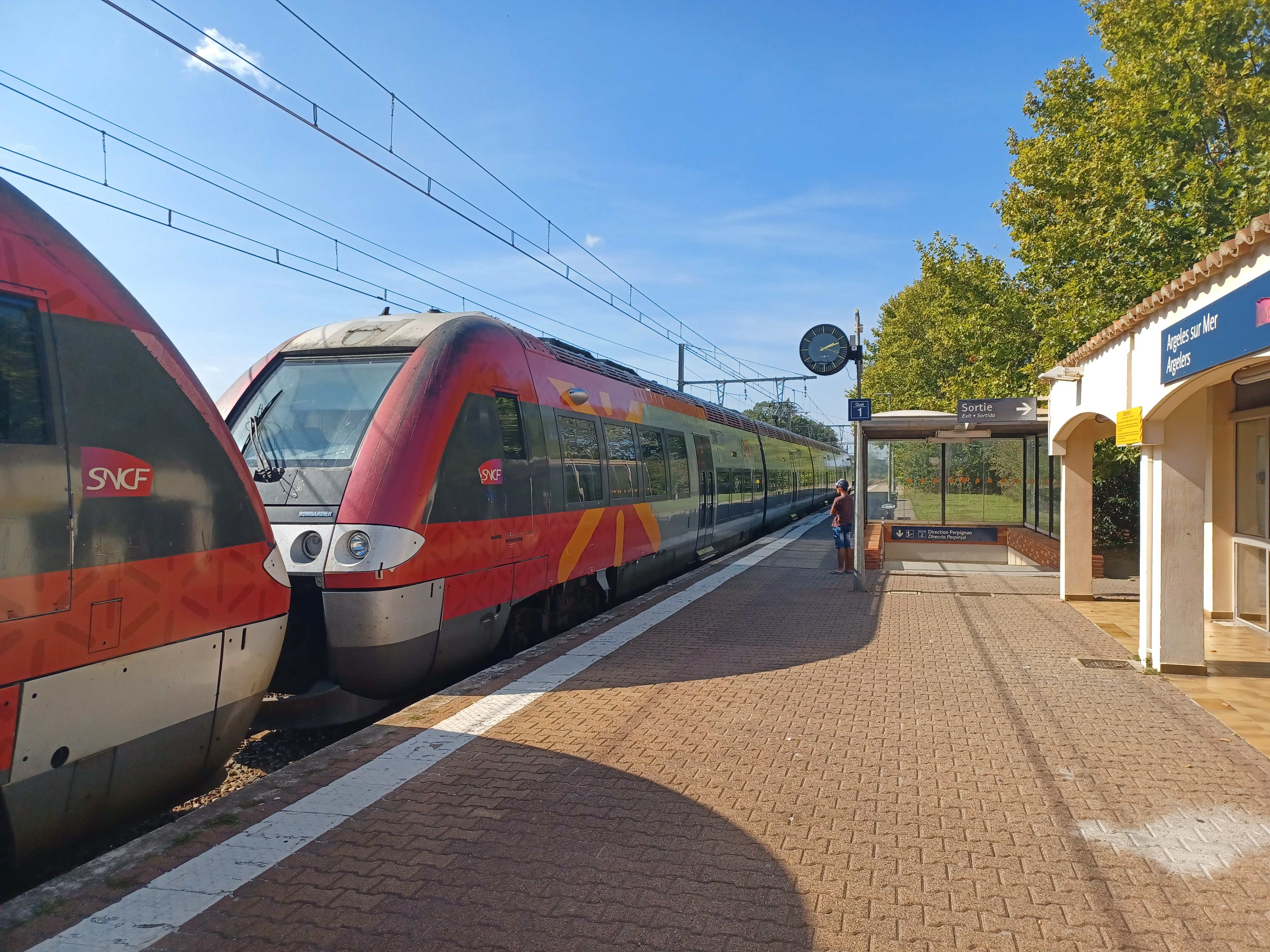
火车站内停靠的区域列车

滨海阿热莱斯位于纳博讷—波尔沃铁路上。滨海阿热莱斯站位于市中心西部，停靠往返于塞贝尔和纳博讷一线的区域列车，部分班次可直通马赛及阿维尼翁，此外该站不定期停靠直通巴黎的夜班城际列车。

### 航空
滨海阿热莱斯距离佩皮尼昂机场的公路里程大约32公里。

### 城市公共交通
滨海阿热莱斯城市公共交通（商业名称为d'Aquí）是当地的城市公共交通系统。截至2024年1月，该系统共包括两条摆渡车巴士和四条旅游小火车线路，路网覆盖了滨海阿热莱斯市区内的主要街道和居民区。

## 政治

### 市政内阁

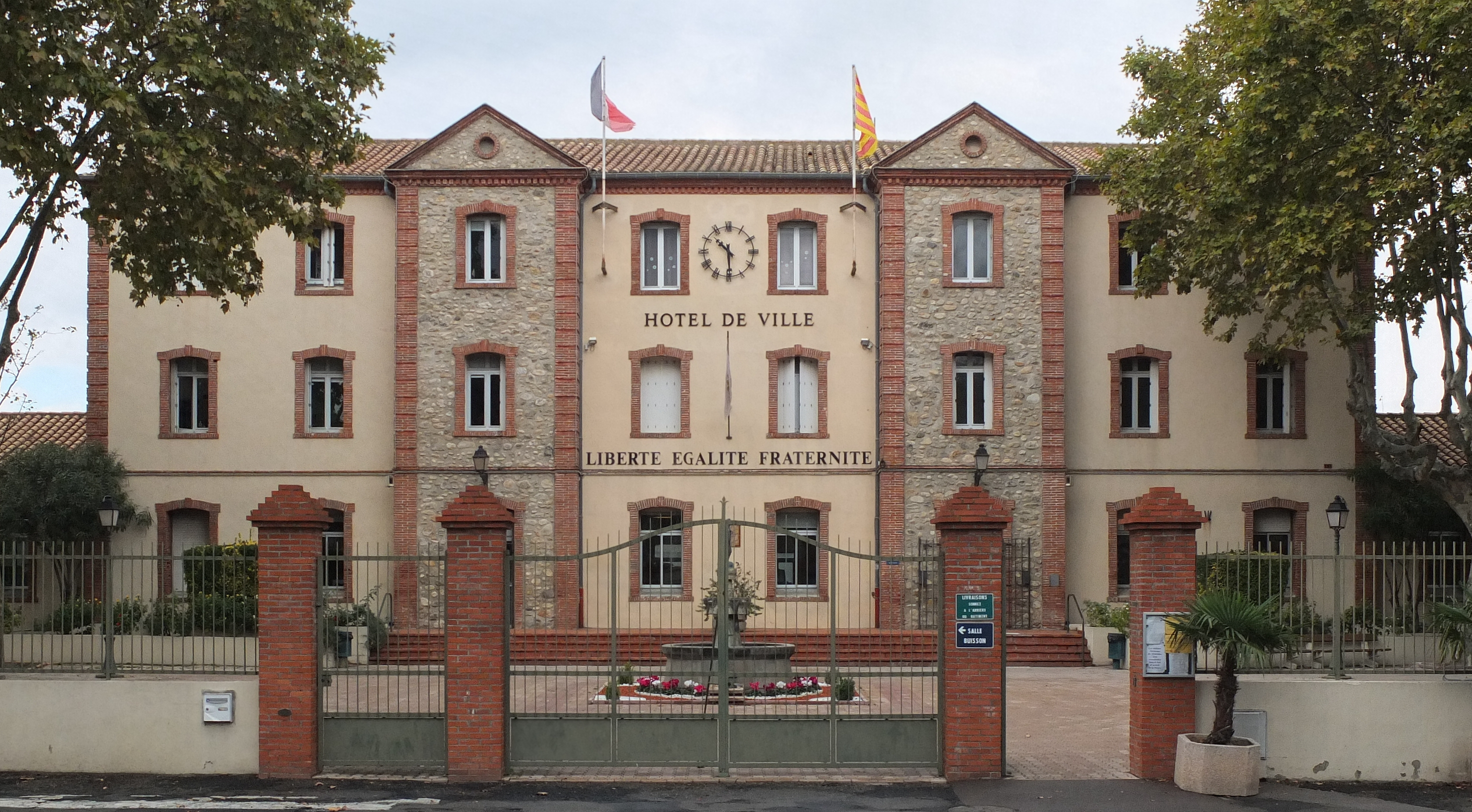
滨海阿热莱斯市政厅

滨海阿热莱斯的现任市长为安托万·帕拉先生（Antoine PARRA），他是一名左翼无党派人士，在2020年的市政选举中获得了59.70%的支持率。
| 滨海阿热莱斯历届市长 | 滨海阿热莱斯历届市长                       | 滨海阿热莱斯历届市长         |
| 任期                 | 市长                                       | 党派                         |
| -------------------- | ------------------------------------------ | ---------------------------- |
| 1944年－1945年       | Frédéric TRESCASÈS 弗雷德里克·特雷斯卡塞斯 | SFIO工人国际法国支部         |
| 1945年－1947年       | Joseph FARRE 约瑟夫·法尔                   | 不详                         |
| 1947年               | Germain FARRE 日耳曼·法尔                  | 不详                         |
| 1947年－1953年       | Frédéric TRESCASÈS 弗雷德里克·特雷斯卡塞斯 | SFIO工人国际法国支部         |
| 1953年－1981年       | Gaston PAMS 加斯东·帕姆斯                  | RAD激进党 →DVG左翼无党派人士 |
| 1981年－1983年       | Isidore FOURRIQUES 伊西多尔·富里克         | PRG左派激進黨                |
| 1983年－2001年       | Jean CARRÈRE 让·卡雷尔                     | PS社会党                     |
| 2001年－2016年       | Pierre AYLAGAS 皮埃尔·艾拉加斯             | PS社会党                     |
| 2016年－             | Antoine PARRA 安托万·帕拉                  | PS社会党 →DVG左翼无党派人士  |

### 各级选举
| 滨海阿热莱斯历届投票选举结果 | 滨海阿热莱斯历届投票选举结果 | 滨海阿热莱斯历届投票选举结果 | 滨海阿热莱斯历届投票选举结果 | 滨海阿热莱斯历届投票选举结果 | 滨海阿热莱斯历届投票选举结果 | 滨海阿热莱斯历届投票选举结果 | 滨海阿热莱斯历届投票选举结果 | 滨海阿热莱斯历届投票选举结果 | 滨海阿热莱斯历届投票选举结果 |
| 选举项目                     | 选举范围                     | 选区单位                     | 选区单位内的选举结果         | 选区单位内的选举结果         | 选区单位内的选举结果         | 选区单位内的选举结果         | 选区单位内的选举结果         | 选区单位内的选举结果         | 参考资料                     |
| 选举项目                     | 选举范围                     | 选区单位                     | 第一轮胜出者                 | 第一轮胜出者                 | 支持率                       | 第二轮胜出者                 | 第二轮胜出者                 | 支持率                       | 参考资料                     |
| ---------------------------- | ---------------------------- | ---------------------------- | ---------------------------- | ---------------------------- | ---------------------------- | ---------------------------- | ---------------------------- | ---------------------------- | ---------------------------- |
| 2017年法國總統選舉           | 法國                         | 市镇                         |                              | 玛丽娜·勒庞                  | 30.22%                       |                              | 埃马纽埃尔·马克龙            | 52.44%                       | [ 24 ]                       |
| 2017年法国立法选举           | 东比利牛斯省第四选区         | 市镇                         |                              | 塞巴斯蒂安·卡兹诺夫          | 32.49%                       |                              | 塞巴斯蒂安·卡兹诺夫          | 55.23%                       | [ 24 ]                       |
| 2019年欧洲议会选举           | 法國                         | 市镇                         |                              | 若尔丹·巴尔代拉              | 33.73%                       | （不适用）                   | （不适用）                   | （不适用）                   | [ 26 ]                       |
| 2021年法国省级选举           |                              | 县                           |                              | 格雷戈里·马尔蒂 朱莉·桑兹    | 43.23%                       |                              | 格雷戈里·马尔蒂 朱莉·桑兹    | 71.56%                       | [ 27 ]                       |
| 2021年法国省级选举           | 市镇                         |                              | 格雷戈里·马尔蒂 朱莉·桑兹    | 40.06%                       |                              | 格雷戈里·马尔蒂 朱莉·桑兹    | 64.01%                       |                              | [ 27 ]                       |
| 2021年法国大区选举           | 奧克西塔尼大區               | 市镇                         |                              | 卡萝尔·德尔加                | 37.46%                       |                              | 卡萝尔·德尔加                | 49.96%                       | [ 28 ]                       |
| 2022年法国总统选举           | 法國                         | 市镇                         |                              | 玛丽娜·勒庞                  | 32.67%                       |                              | 玛丽娜·勒庞                  | 55.02%                       | [ 24 ]                       |
| 2022年法国立法选举           | 东比利牛斯省第四选区         | 市镇                         |                              | 米谢勒·马尔蒂内兹            | 31.54%                       |                              | 米谢勒·马尔蒂内兹            | 55.46%                       | [ 24 ]                       |

## 人口
2020年，滨海阿热莱斯市镇人口数量为10,593，在法国排名第946位。其中男性4,829人，女性5,764人，75岁及以上人口占15.8%，外籍人口数量为383人，人口密度为181人/平方公里，当地居民被称为（男性）或（女性）。Nssces(2022)年，滨海阿热莱斯境内出生61人，死亡人口229人。
| 滨海阿热莱斯1901年－2021年人口变化情况 |
|                                        |
| 数据来源：Cassini、INSEE               |

## 经济

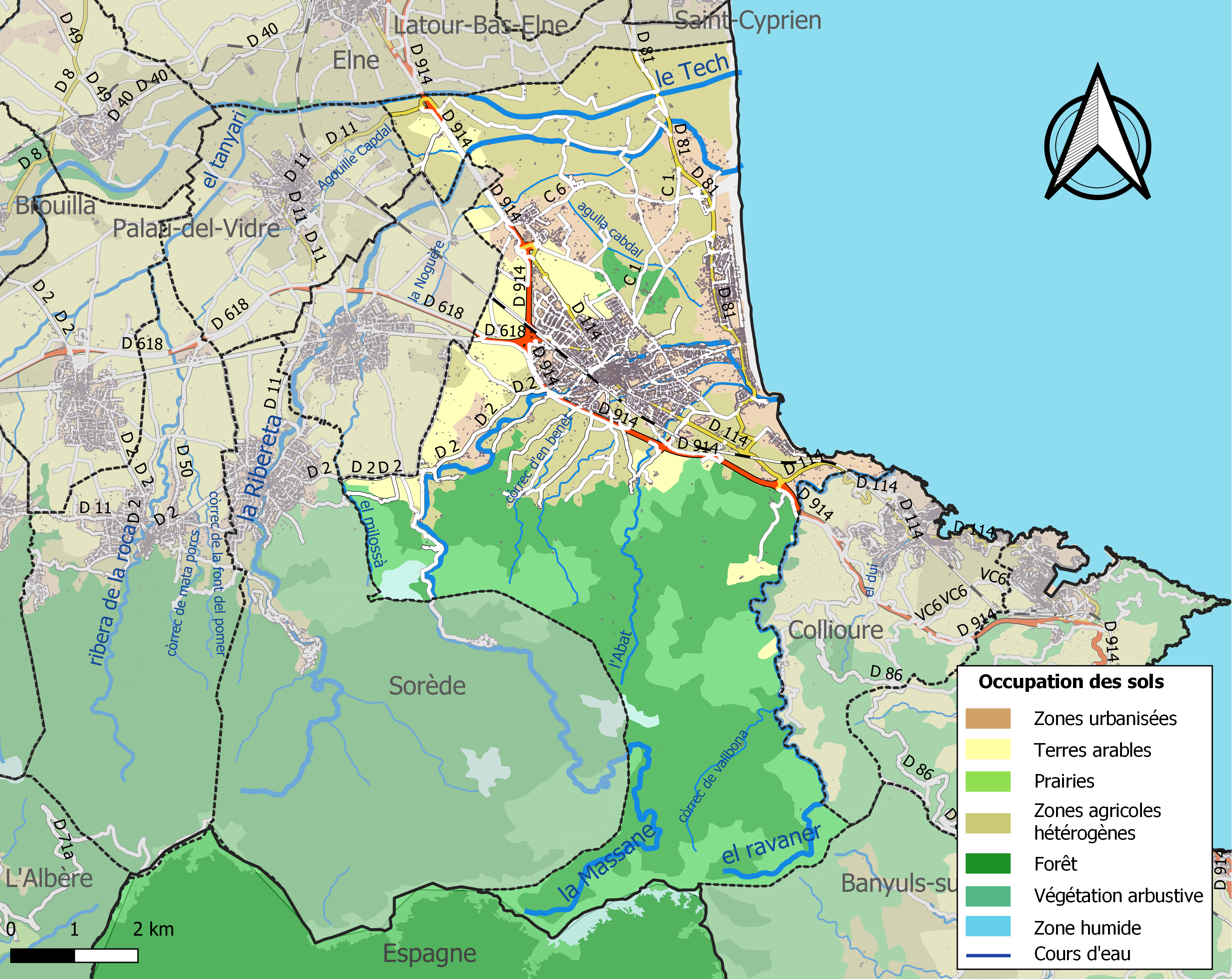
滨海阿热莱斯土地利用情况地图

滨海阿热莱斯是一个区域性的中心城市。截至2024年1月，滨海阿热莱斯市镇范围内共有各类用人单位（包含自雇）3,717家，平均历史为17年，其中99.87%为中小型企业（PME），2023年11月至2024年1月间，当地的经济活力指数为0.32%。 （大型零售）、（野营地）及（野营地）是当地2021年营业额最高的三个企业，分别为72,866,861欧元、6,265,318欧元和5,836,645欧元。

## 财政与居民收入
2021年，滨海阿热莱斯的财政收入总额为25,940,500欧元，财政支出总额为21,992,100欧元，当年的债务总额为14,622,800欧元。2021年，滨海阿热莱斯市镇通过增值税获得0欧元的收入，此外当地还共获得了1,490,130欧元的国家直接财政补助。
| 滨海阿热莱斯居民收入情况                         | 滨海阿热莱斯居民收入情况 | 滨海阿热莱斯居民收入情况 | 滨海阿热莱斯居民收入情况 |
| 内容                                             | 滨海阿热莱斯             | 法国                     | 统计年份                 |
| ------------------------------------------------ | ------------------------ | ------------------------ | ------------------------ |
| 征税家庭总数                                     | 6,249                    | 1,081（法国市镇平均）    | 2022年                   |
| 居民平均月收入                                   | 1,999欧元                | 2,435欧元                | 2022年                   |
| 高级职员人均月收入                               | 3,180欧元                | 4,331欧元                | 2021年                   |
| 中级职员人均月收入                               | 2,230欧元                | 2,470欧元                | 2021年                   |
| 普通职员人均月收入                               | 1,683欧元                | 1,801欧元                | 2021年                   |
| 贫困率                                           | 18%                      | 14.5%                    | 2020年                   |
| 青壮年（15至64岁）失业率                         | 23.3%                    | 7.4%                     | 2020年                   |
| 征税家庭数量占比                                 | 41.3%                    | 45.5%                    | 2020年                   |
| 家庭年均纳税                                     | 3,363欧元                | 4,393欧元                | 2022年                   |
| 资料来源：INSEE、L'Internaute、Le Journal du Net |                          |                          |                          |

## 社会事务

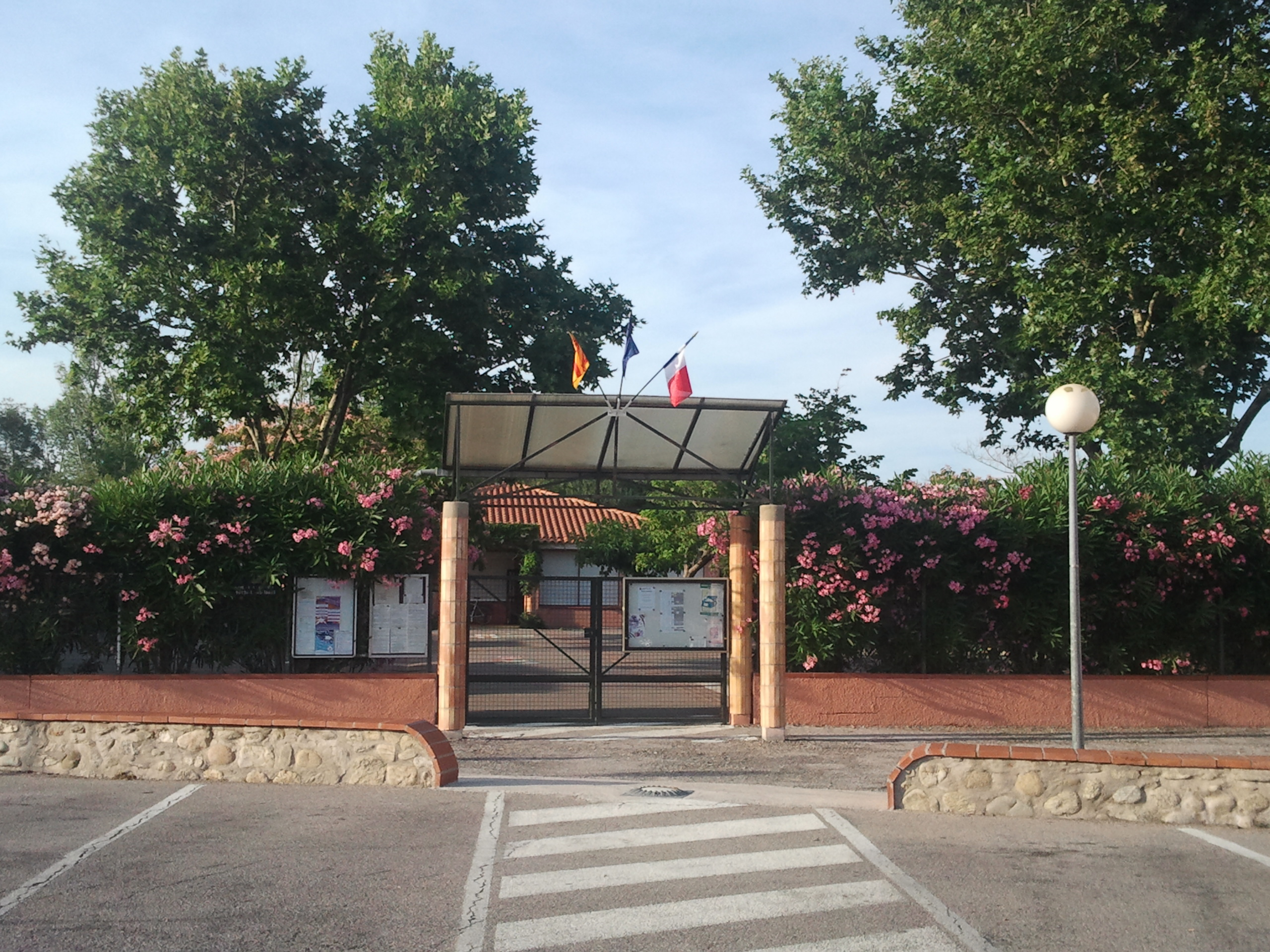
滨海阿热莱斯的一所学校

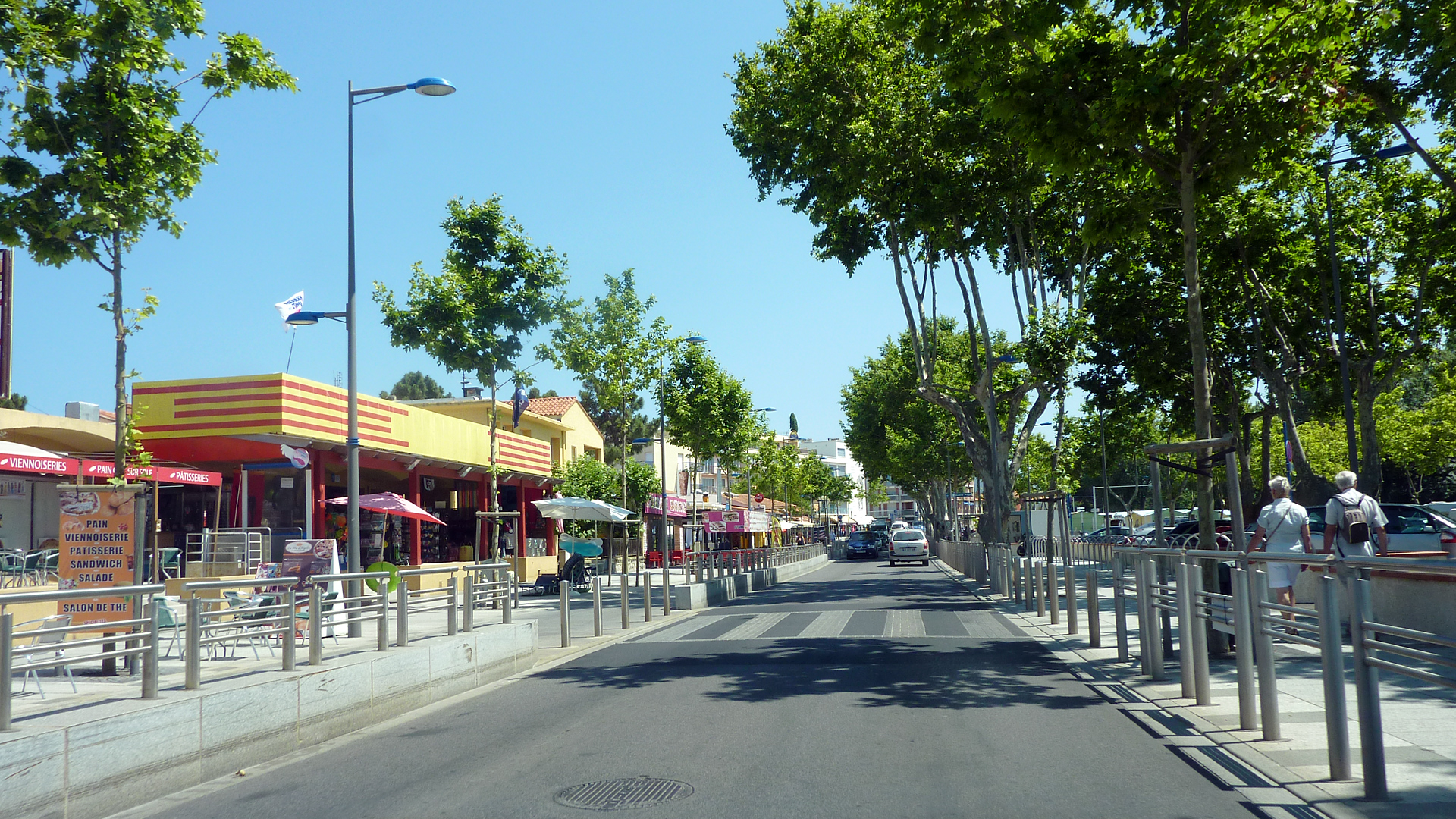
国民街

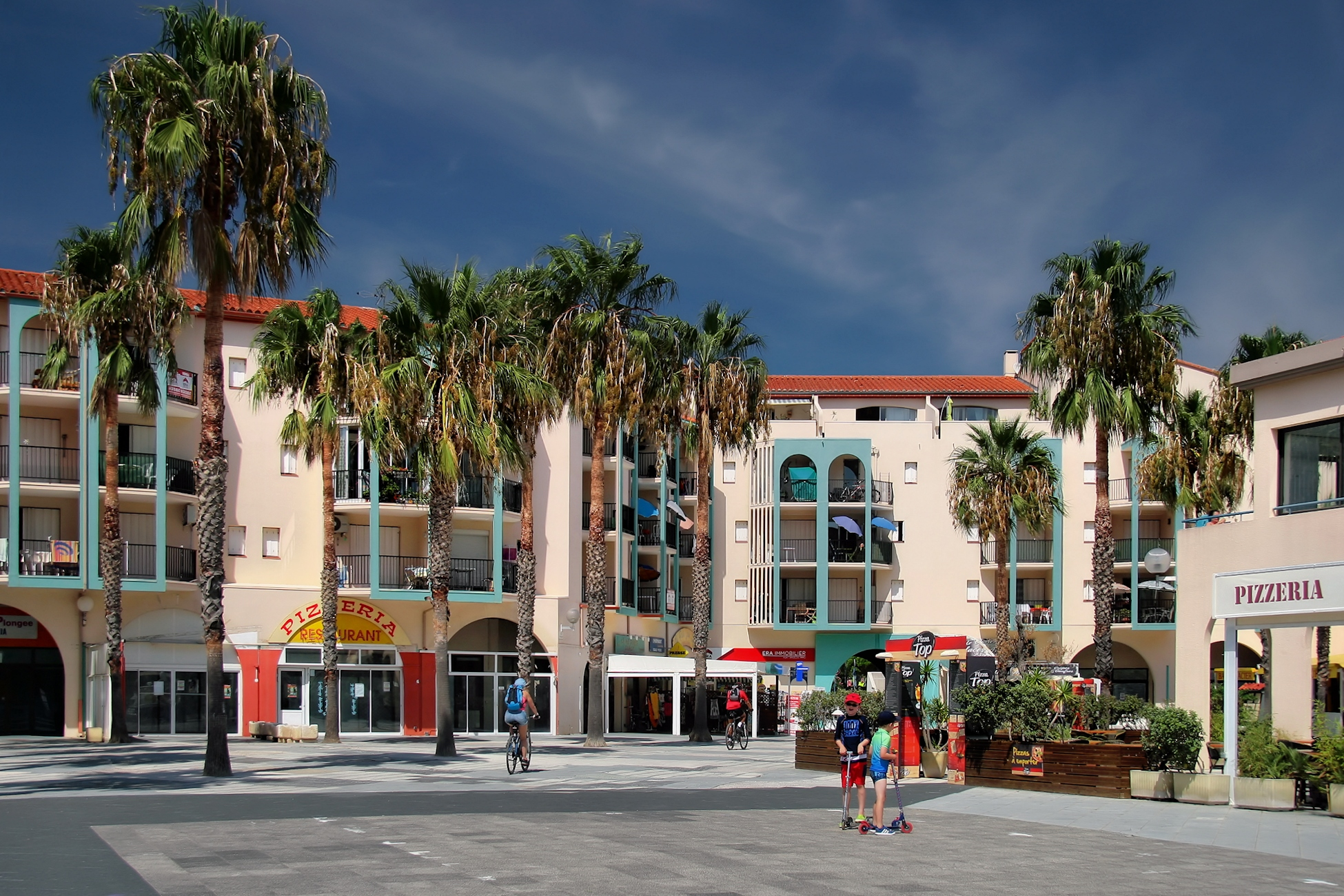
海滨公寓楼

### 教育
滨海阿热莱斯属于蒙彼利埃学区。截至2021年1月1日，滨海阿热莱斯境内共有3所幼儿园、2所小学、1所初级中学和1所普通高中。2021至2022学年度，滨海阿热莱斯境内共有在校中等教育阶段学生1,615名。

### 医疗
截至2021年1月1日，滨海阿热莱斯境内共有全科医生14名、保健师44名、牙医9名、护士36名、耳科医生1名、眼科医生5名、皮肤科医生1名、助产士3名和妇科医生2名。境内共有药房4家、养老院1家、残疾人帮扶中心3家。
距离滨海阿热莱斯最近的区域性医疗机构为佩皮尼昂中心医院，其主病区医院位于佩皮尼昂市区北侧，距离滨海阿热莱斯市区的正常车程大约35分钟，该院设有床位1,149个，是东比利牛斯省规模最大的公立综合性医院。

### 住房
2020年，滨海阿热莱斯境内共有各类住房15,783套，其中39.3%为独立式住宅，59.9%为集中式住宅。常住房屋占滨海阿热莱斯市镇范围内居民建筑总量的35.4%。
在住房保障政策方面，2022年，滨海阿热莱斯境内共有1,214户家庭获得了住房经济补助，受益人数占总人口数量的12.0%，其中1,177份为房租补助。

### 商业
2021年，滨海阿热莱斯境内共有各类实体商铺622家，其中餐厅194家、大型超市5家、杂货店19家、面包房16家、肉铺7家、书店7家、装饰品店3家、银行门店7家、美容美发店33家、汽车维修店22家。滨海阿热莱斯镇中心建有家乐福、Lidl、Gifi等超市，海滩地区则有一家Intermarché大型超市。

### 体育
2021年，滨海阿热莱斯境内共有1家游泳池、2间体育馆、15处网球场、5处马术场、3处足球或橄榄球场以及3处篮球或排球场。
截至2024年1月，阿尔贝尔-阿热莱斯足球俱乐部（FC Albères Argelès，编号552756）是滨海阿热莱斯境内唯一的一家注册足球俱乐部，该足球队成立于2006年，其主队2023至2024赛季参加法国全国丙组联赛（法国第五级别），其主场为加斯东·帕姆斯球场（Stade Gaston Pams）。

### 环境
滨海阿热莱斯的环境事务由其所属的阿尔贝尔-朱红海岸-伊利贝里斯市镇公共社区联合各级政府协调负责。2021年，滨海阿热莱斯境内共有2家污染企业。

### 治安
2021年，滨海阿热莱斯市镇范围内有1处宪兵队。
滨海阿热莱斯及其附近的共40个市镇是塞雷国家宪兵队（zone gendarmerie de Céret）的管辖范围。2020年，该宪兵队累计记录各类案件3,613起，其中盗窃类案件1,901起，经济类案件503起，毒品交易类案件145起。

## 文化
2021年，滨海阿热莱斯境内共有1家电影院。滨海阿热莱斯境内建有让·费拉多媒体中心（Médiathèque Jean Ferrat），每周二、三、五、六向公众开放。

### 建筑
滨海阿热莱斯境内有多处历史建筑，其中普拉特圣母教堂、皮若尔城堡等为法国国家文物保护单位，圣马丁-圣克鲁瓦教堂等则是当地的地标性建筑物。

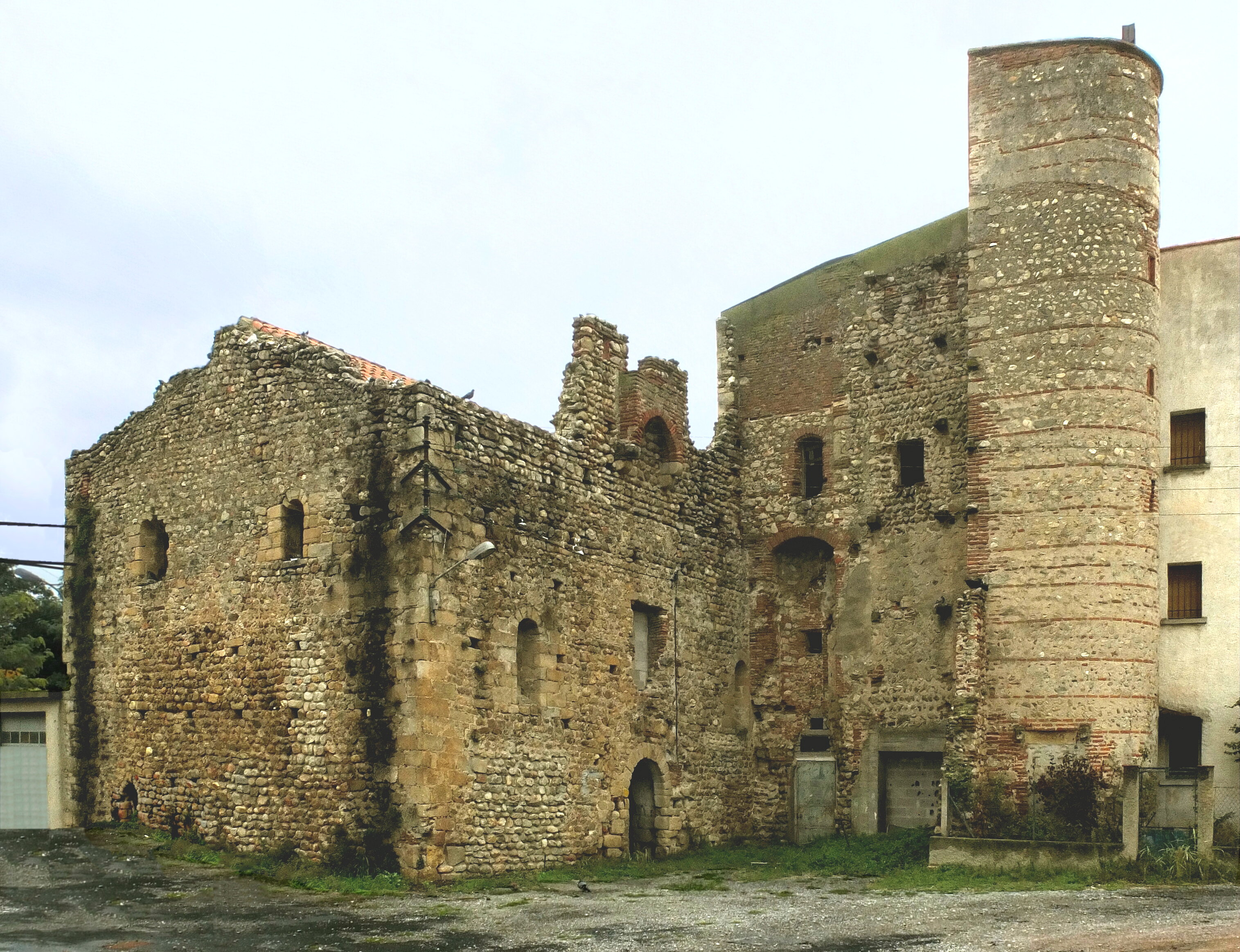
圣马丁-圣克鲁瓦教堂（法语：Église Saint-Martin-et-Sainte-Croix）
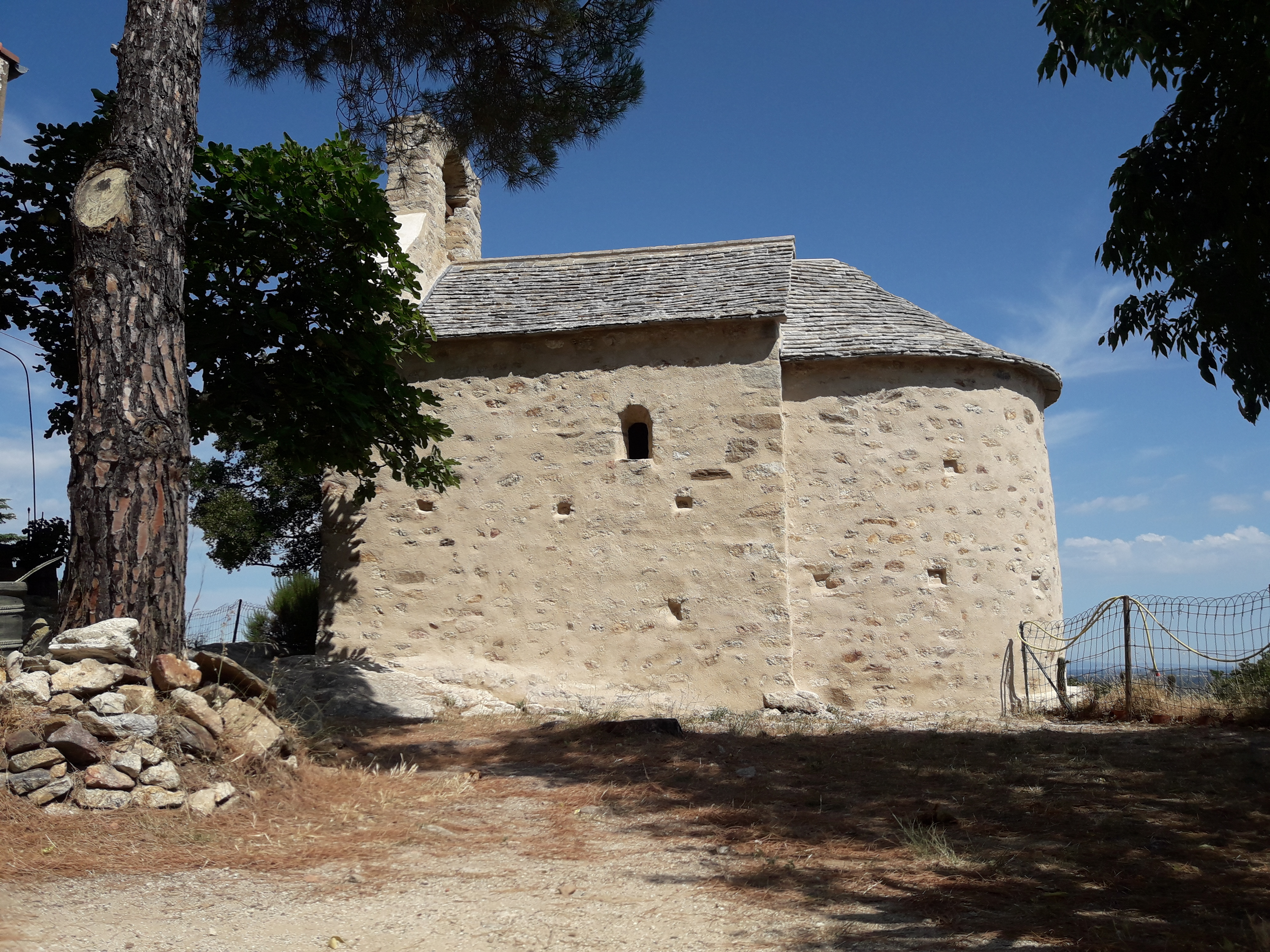
圣热罗姆小教堂（法语：Chapelle Saint-Jérôme d'Argelès）
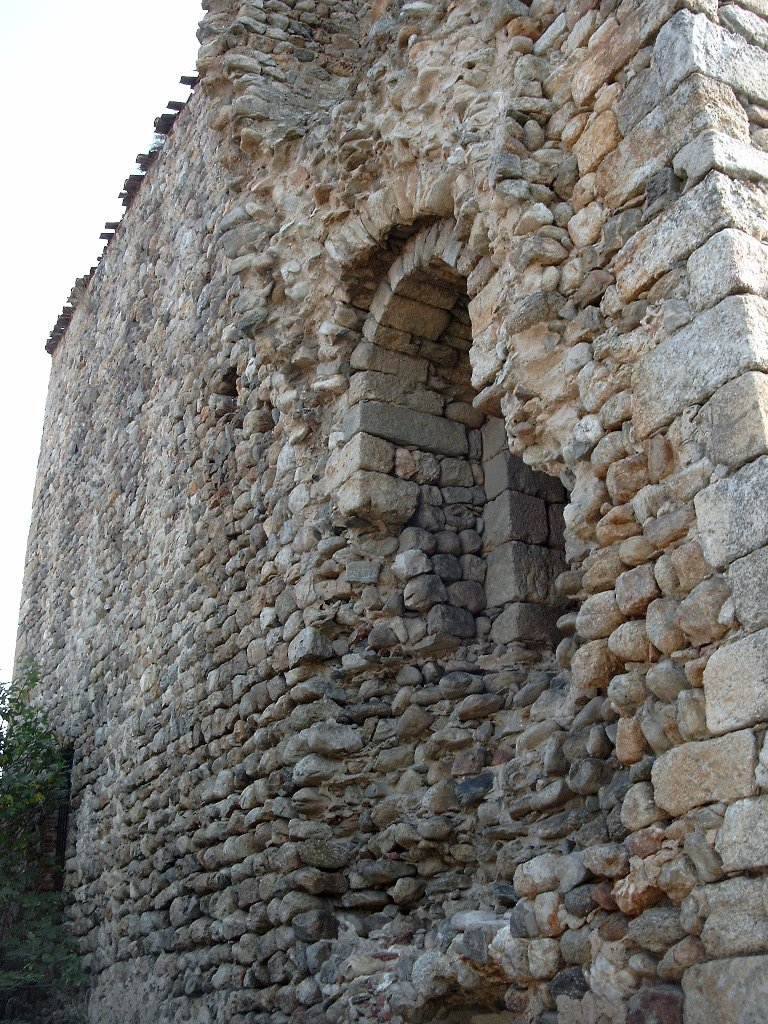
皮若尔城堡（法语：Château de Pujols (Pyrénées-Orientales)）
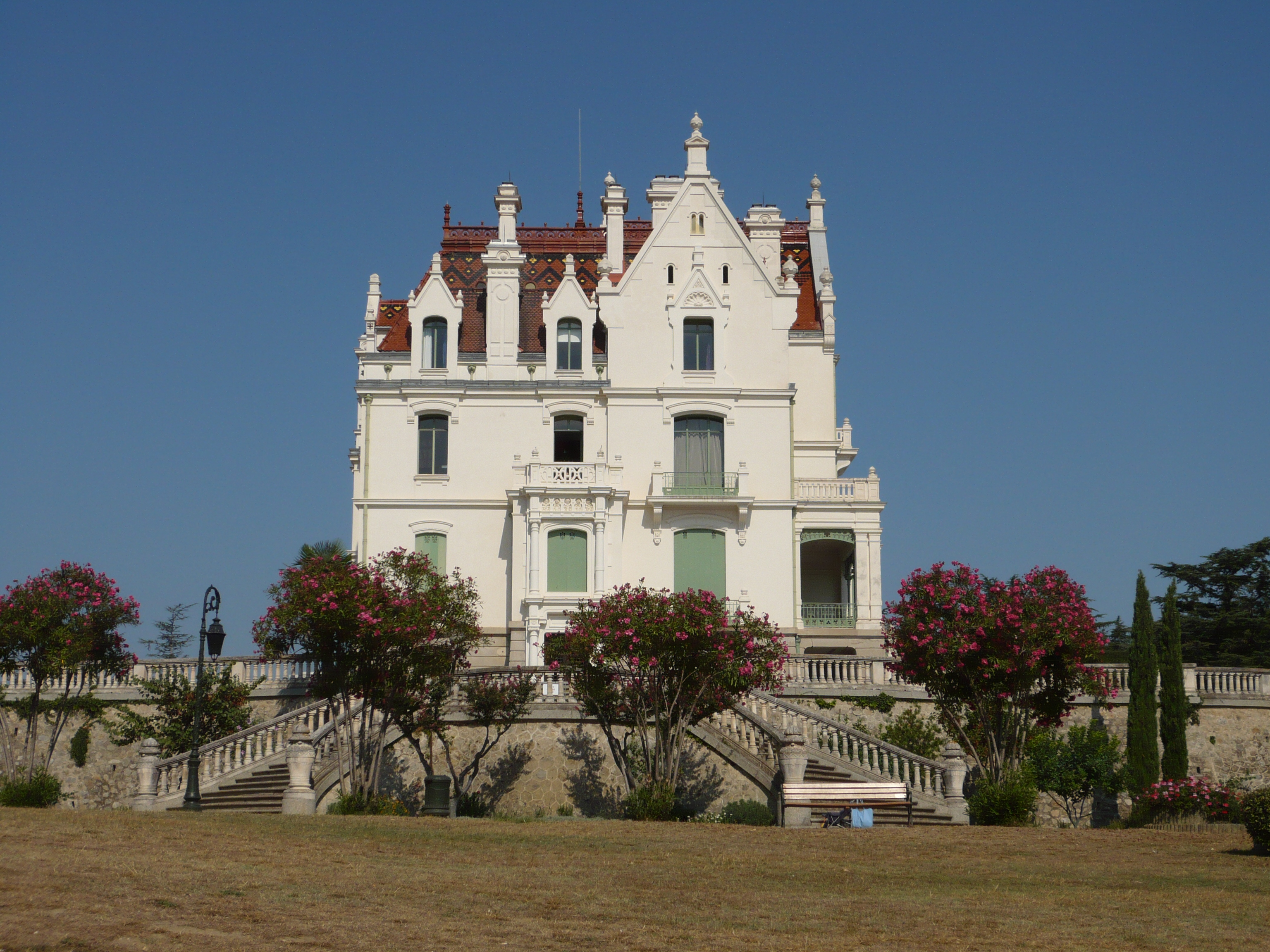
瓦尔密城堡（法语：Château de Valmy）
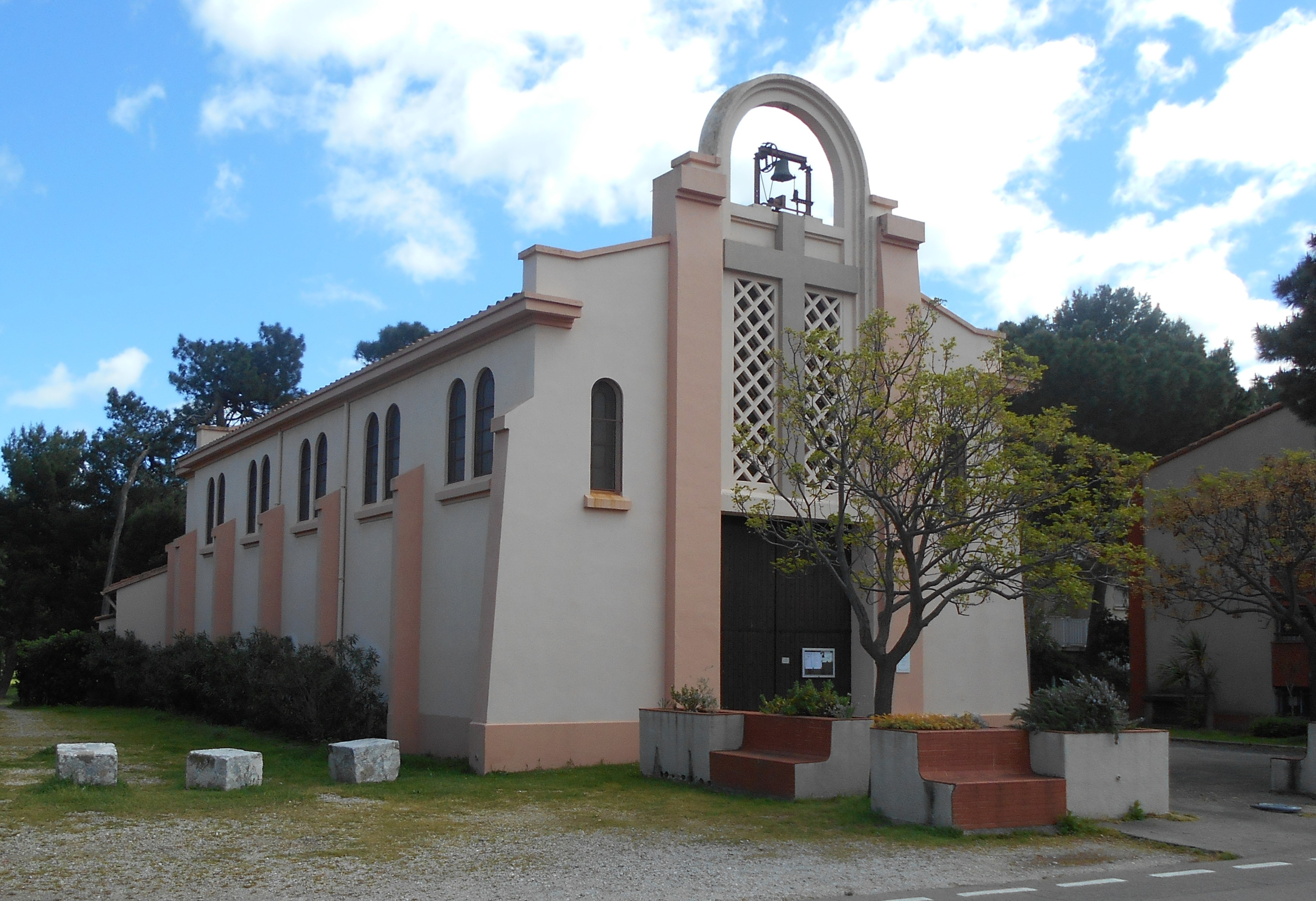
圣玛丽海星小教堂
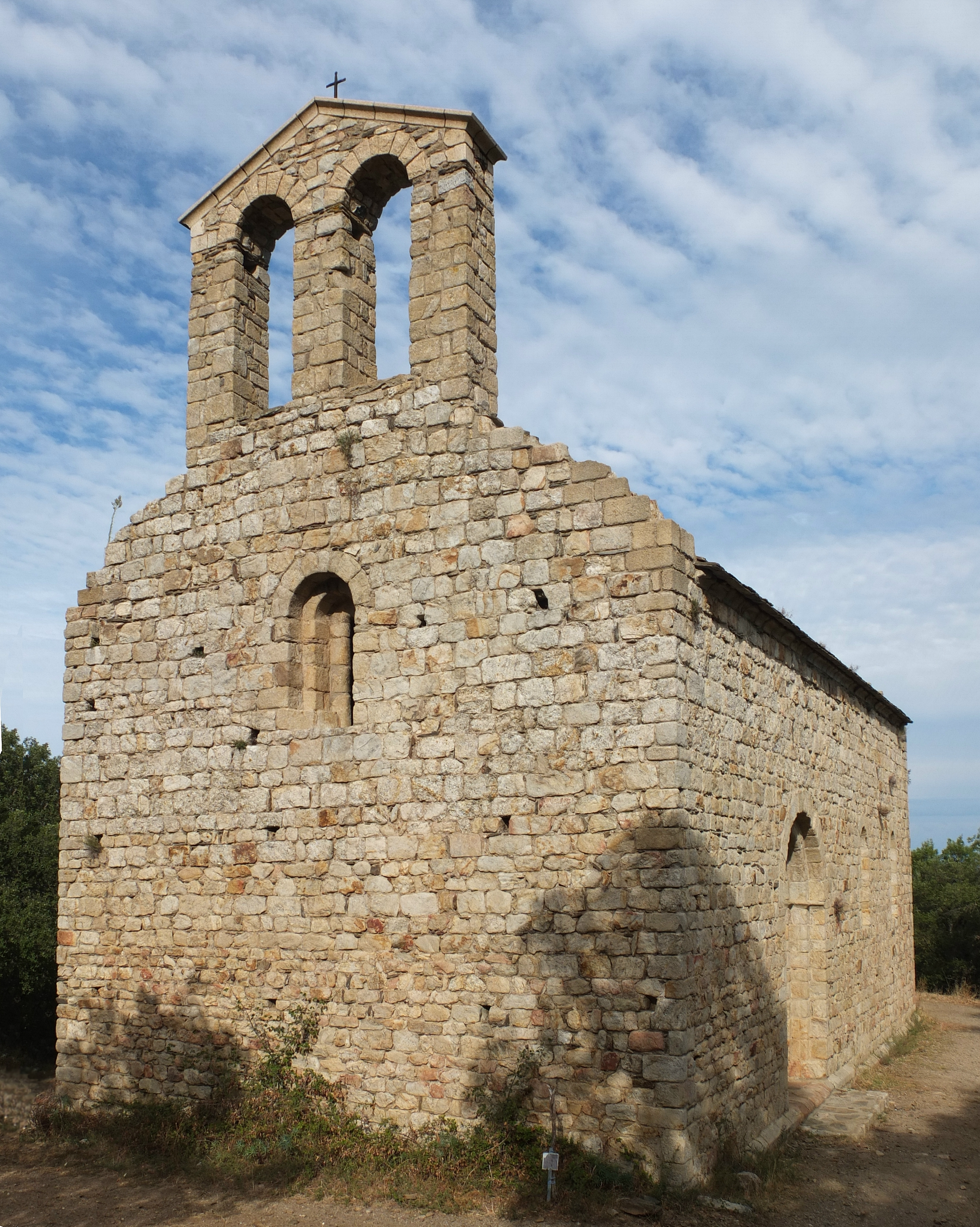
圣洛朗迪蒙小教堂（法语：Chapelle Saint-Laurent-du-Mont d'Argelès-sur-Mer）
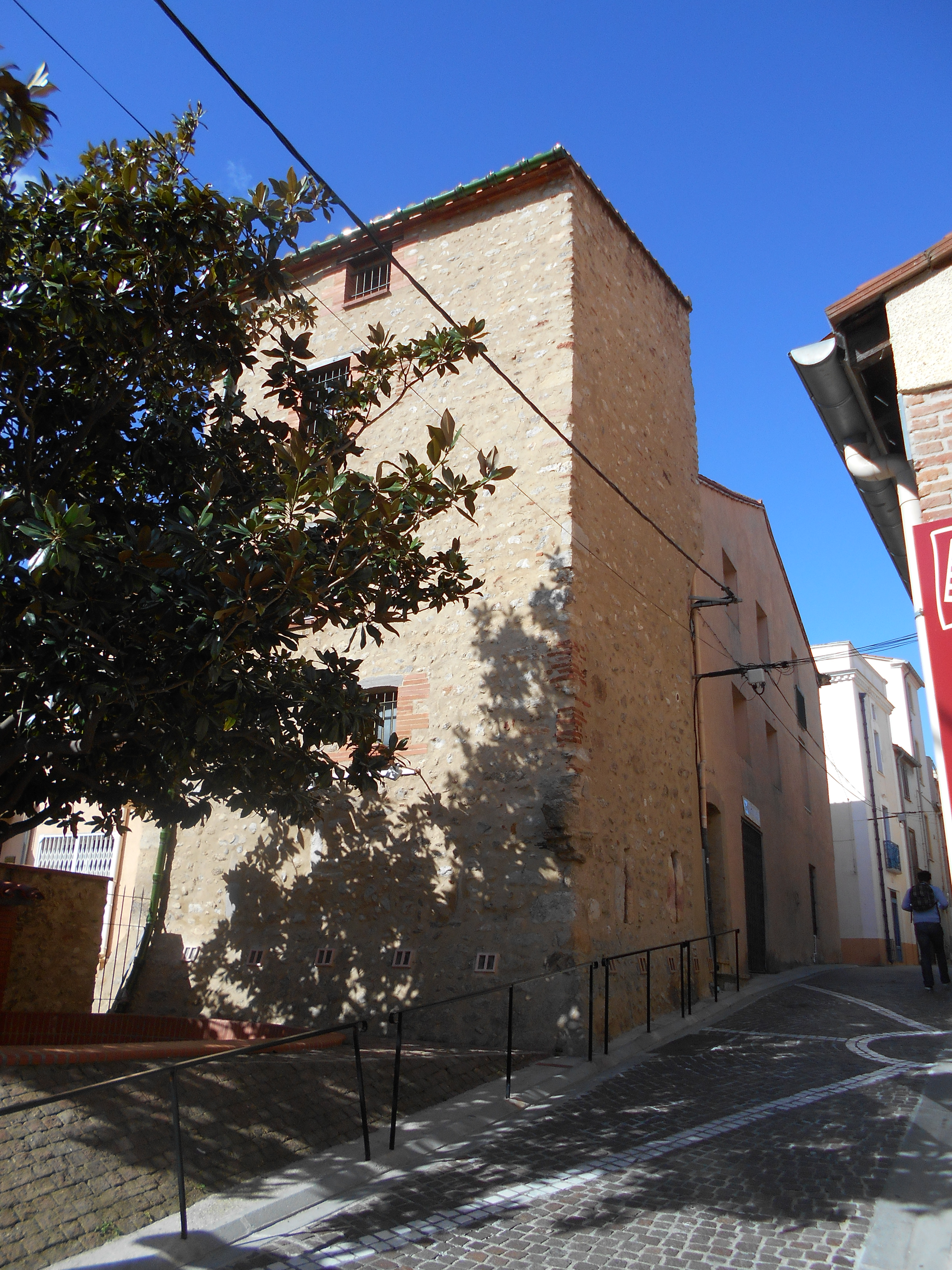
传统居民楼

### 旅游
滨海阿热莱斯的旅游事务由其所属的阿尔贝尔-朱红海岸-伊利贝里斯市镇公共社区联合各级政府协调负责。2023年，滨海阿热莱斯境内共有21家酒店共计567间房间；另有50个露营地，可容纳共14,146辆露营车。

### 媒体
法国主要的媒体均可在滨海阿热莱斯接收，法国电视三台下属的奥克西塔尼大区频道在部分时段播出滨海阿热莱斯所在东比利牛斯省的地方新闻。蓝色法兰西鲁西永广播、滨海广播、《东比利牛斯独立报》、《自由南法》等是当地主要的地方性媒体。

## 相关人物
法国橄榄球运动员让·卡雷尔和导演阿兰·埃斯卡勒出生于滨海阿热莱斯。

## 友好城市
截至2024年1月，滨海阿热莱斯共与两座城市建立了友好城市关系：
- 德国 许尔特
- 西班牙 蒙特加特